# Zweikampf-Europameisterschaft der Junioren 2010

Logo CEB (ausrichtender Verband)

Die Zweikampf-Europameisterschaft der Junioren 2010 war das zehnte Turnier in dieser Disziplin des Karambolagebillards und fand vom 9. bis zum 11. April 2010 in Afferden in der Provinz Limburg (Niederlande) statt.

## Geschichte
Das Jugendturnier wurde vom Europäischen Billard-Verband CEB ab 1967 erstmals als Europameisterschaft durchgeführt. Es wurde ein Zweikampf mit den Disziplinen Freie Partie und Cadre 47/2 gespielt. Die Distanzen blieben, aber 2007 wurde eine Aufnahmnebegrenzung von 20 eingeführt. Die Altersgrenze der Teilnehmer war 21 Jahre.

## Modus
Gespielt wurde das Turnier in der Gruppenphase im Round Robin Modus. Danach wurde im KO-System weitergespielt.
1. MP = Matchpunkte
2. PP = Partiepunkte
3. VGD = Verhältnismäßiger Generaldurchschnitt
4. BVED = Bester Einzel Verhältnismäßiger Durchschnitt

In der offiziellen Berechnung der CEB und des Ausrichters wurde ein sogenannter Kombinationsdurchschnitt ermittelt, der wenig Aussagekraft hatte. Hierbei wurde der Durchschnitt im Cadre 47/2 mit zwei multipliziert und mit dem GD der Freien Partie addiert.
Nicht alle Höchstserien wurden vom Ausrichter gemeldet.
In der Endtabelle wurden die erzielten Matchpunkte vor den Partiepunkten und dem VGD gewertet.

## Abschlusstabelle (Kombinationsdurchschnitt)
| MP    | Match Points (Sieger = 2; Unentschieden = 1; Verlierer = 0) |
| Pkte. | Erzielte Karambolagen                                       |
| Aufn. | Benötigte Versuche                                          |
| GD    | Generaldurchschnitt                                         |
| BED   | Bester Einzeldurchschnitt eines Spielers                    |
| HS    | Höchstserie                                                 |
|       | Bester GD des Turniers                                      |
|       | Bester ED des Turniers                                      |
|       | Beste HS des Turniers                                       |
|       | 1. Platz (Gold)                                             |
|       | 2. Platz (Silber)                                           |
|       | 3. Platz (Bronze)                                           |

| Endklassement  | Endklassement | Endklassement    | Endklassement | Endklassement | Endklassement | Endklassement |
| Phase          | Platz         | Name             | PP            | MP            | VGD           | BVED          |
| -------------- | ------------- | ---------------- | ------------- | ------------- | ------------- | ------------- |
| Finale         | 1             | Christoph Hilger | 8:2           | 15:5          | 137,23        | 440,00        |
| Finale         | 2             | Andy de Bondt    | 6:4           | 13:7          | 122,21        | 292,84        |
| Halb- finale   | 3             | Raymund Swertz   | 7:1           | 13:3          | 225,00        | 400,00        |
| Halb- finale   | 3             | Pavel Böhm       | 6:2           | 11:5          | 151,86        | 300,00        |
| Gruppen- phase | 5             | Quentin Perrod   | 2:4           | 4:8           | 43,00         | 50,83         |
| Gruppen- phase | 6             | Antonio Montes   | 1:5           | 2:10          | 66,25         | 144,52        |
| Gruppen- phase | 7             | Michael Voegtlin | 1:5           | 2:10          | 23,00         | 32,56         |
| Gruppen- phase | 8             | Gregor Karner    | 0:6           | 0:12          | 18,61         | –             |

## Gruppenphase
| Abschlusstabelle Gruppe A | Abschlusstabelle Gruppe A | Abschlusstabelle Gruppe A | Abschlusstabelle Gruppe A | Abschlusstabelle Gruppe A | Abschlusstabelle Gruppe A |
| Platz                     | Name                      | MP                        | PP                        | VGD                       | BVED                      |
| ------------------------- | ------------------------- | ------------------------- | ------------------------- | ------------------------- | ------------------------- |
| 1                         | Raymund Swertz            | 6:0                       | 11:1                      | 211,89                    | 400,00                    |
| 2                         | Andy de Bondt             | 4:2                       | 9:3                       | 150,76                    | 292,84                    |
| 3                         | Antonio Montes            | 1:5                       | 2:10                      | 66,25                     | 144,52                    |
| 4                         | Michael Voegtlin          | 1:5                       | 2:10                      | 23,00                     | 32,56                     |

| Abschlusstabelle Gruppe B | Abschlusstabelle Gruppe B | Abschlusstabelle Gruppe B | Abschlusstabelle Gruppe B | Abschlusstabelle Gruppe B | Abschlusstabelle Gruppe B |
| Platz                     | Name                      | MP                        | PP                        | VGD                       | BVED                      |
| ------------------------- | ------------------------- | ------------------------- | ------------------------- | ------------------------- | ------------------------- |
| 1                         | Pavel Böhm                | 6:0                       | 11:1                      | 190,90                    | 300,00                    |
| 2                         | Christoph Hilger          | 4:2                       | 9:3                       | 115,20                    | 310,00                    |
| 3                         | Quentin Perrod            | 2:4                       | 4:8                       | 43,00                     | 50,83                     |
| 4                         | Gregor Karner             | 0:6                       | 0:12                      | 18,61                     | –                         |

## Endrunde
|  | Halbfinale       | Halbfinale | Halbfinale | Halbfinale | Halbfinale | Halbfinale |                  |               | Finale | Finale | Finale | Finale | Finale | Finale |
|  |                  |            |            |            |            |            |                  |               |        |        |        |        |        |        |
|  |                  | MP         | FP         | 47/2       | VGD        | HS         |                  |               |        |        |        |        |        |        |
|  |                  | MP         | FP         | 47/2       | VGD        | HS         |                  |               |        |        |        |        |        |        |
|  | Raymund Swertz   | 1          | 0,00       | 150,00     | 300,00     | ?/150      |                  |               |        |        |        |        |        |        |
|  | Raymund Swertz   | 1          | 0,00       | 150,00     | 300,00     | ?/150      |                  | MP            | FP     | 47/2   | VGD    | HS     |        |        |
|  | Christoph Hilger | 1          | 250,00     | 95,00      | 440,00     | 250/?      |                  | MP            | FP     | 47/2   | VGD    | HS     |        |        |
|  | Christoph Hilger | 1          | 250,00     | 95,00      | 440,00     | 250/?      | Christoph Hilger | 2             | 62,50  | 50,00  | 162,50 |        |        |        |
|  |                  | MP         | FP         | 47/2       | VGD        | HS         | Christoph Hilger | 2             | 62,50  | 50,00  | 162,50 |        |        |        |
|  |                  | MP         | FP         | 47/2       | VGD        | HS         |                  | Andy de Bondt | 0      | 7,25   | 20,33  | 47,91  |        |        |
|  | Pavel Böhm       | 0          | 18,50      | 17,42      | 53,34      |            |                  | Andy de Bondt | 0      | 7,25   | 20,33  | 47,91  |        |        |
|  | Pavel Böhm       | 0          | 18,50      | 17,42      | 53,34      |            |                  |               |        |        |        |        |        |        |
|  | Andy de Bondt    | 2          | 125,00     | 21,42      | 167,84     |            |                  |               |        |        |        |        |        |        |
|  | Andy de Bondt    | 2          | 125,00     | 21,42      | 167,84     |            |                  |               |        |        |        |        |        |        |

## Disziplintabellen
| Platz                      | Name             | MP  | Pkte. | Aufn. | GD     | BED    | HS  |
| -------------------------- | ---------------- | --- | ----- | ----- | ------ | ------ | --- |
| 1                          | Christoph Hilger | 9:1 | 1250  | 15    | 83,33  | 250,00 | 250 |
| 2                          | Andy de Bondt    | 7:3 | 1029  | 13    | 79,15  | 250,00 | 250 |
| 3                          | Pavel Böhm       | 5:3 | 787   | 7     | 112,42 | 250,00 | 250 |
| 4                          | Raymund Swertz   | 5:3 | 750   | 10    | 75,00  | 250,00 | 250 |
| 5                          | Antonio Montes   | 2:4 | 569   | 12    | 47,41  | 125,00 |     |
| 6                          | Quentin Perrod   | 2:4 | 368   | 16    | 23,00  | 27,77  |     |
| 7                          | Gregor Karner    | 0:6 | 115   | 11    | 10,45  | –      |     |
| 8                          | Michael Voegtlin | 0:6 | 20    | 4     | 5,00   | –      |     |
| Turnierdurchschnitt: 55,54 |                  |     |       |       |        |        |     |

| Platz                      | Name             | MP  | Pkte. | Aufn. | GD    | BED    | HS  |
| -------------------------- | ---------------- | --- | ----- | ----- | ----- | ------ | --- |
| 1                          | Raymund Swertz   | 8:0 | 600   | 8     | 75,00 | 150,00 | 150 |
| 2                          | Christoph Hilger | 6:4 | 647   | 24    | 26,95 | 50,00  | 114 |
| 3                          | Andy de Bondt    | 6:4 | 560   | 26    | 21,53 | 25,00  | 90  |
| 4                          | Pavel Böhm       | 4:4 | 572   | 29    | 19,81 | 25,00  | 111 |
| 5                          | Quentin Perrod   | 2:4 | 260   | 26    | 10,00 | 11,53  |     |
| 6                          | Michael Voegtlin | 2:4 | 198   | 22    | 9,00  | 11,53  |     |
| 7                          | Antonio Montes   | 0:6 | 198   | 21    | 9,42  | –      |     |
| 8                          | Gregor Karner    | 0:6 | 98    | 24    | 4,08  | –      |     |
| Turnierdurchschnitt: 17,40 |                  |     |       |       |       |        |     |